# Papirus 54
Papirus 54 (według numeracji Gregory-Aland), oznaczany symbolem {\displaystyle {\mathfrak {P}}^{54}} – grecki rękopis Nowego Testamentu, spisany w formie kodeksu na papirusie. Paleograficznie datowany jest na V wiek lub VI wiek. Zawiera fragmenty Listu Jakuba. Rękopis jest wykorzystywany w krytycznych wydaniach greckiego Nowego Testamentu.

## Opis
Zachowały się fragmenty jednej karty kodeksu z tekstem Listu Jakuba 2,16-18.22-26; 3,2-4.

## Tekst
Tekst kodeksu reprezentuje aleksandryjską tradycję tekstualną. Kurt Aland zaklasyfikował go do kategorii III, zastrzegając że kategoria II też jest możliwa.

## Historia
Rękopis pochodzi z Egiptu. Tekst rękopisu opublikowany został w 1936 roku, przez Edward Harris Kase oraz przez Schofielda. Kurt Aland umieścił go na liście rękopisów Nowego Testamentu, w grupie papirusów, dając mu numer 54. 
Rękopis datowany jest przez Instytut Badań Tekstu Nowego Testamentu (INTF) na V lub VI wiek.
Novum Testamentum Graece (NA27) cytuje go 4-krotnie .
Obecnie przechowywany jest w Princeton Library (P. Princ. 15; przedtem Garrett Depots 7742) w Ann Arbor.